# De Cara Limpa
De Cara Limpa é um programa de televisão brasileiro de comédia, que era exibido pelo Multishow e apresentado pelo comediante Fernando Caruso, era exibido aos sábados, foi ao ar entre 13 de junho de 2010 e 2013.
Todas as músicas do programa (ou em maioria) são da banda Vulgue Tostoi.

## Sinopse
O programa tem como objetivo alegrar pessoas em locais onde o estresse e um dos focos principais, como rodoviarias, aeroportos, universidades e filas. Para isso Fernando Caruso escolhe os locais e faz comédia stand-up na hora e como o proprio nome do programa diz "de cara limpa".